# Озегвай (присілок)
Озегва́й (рос. Озегвай) — присілок в Глазовському районі Удмуртії, Росія.

## Населення
Населення — 33 особи (2010; 77 в 2002).
Національний склад станом на 2002 рік:
- удмурти — 98 %

## Урбаноніми[3]
- вулиці — Сінна, Східна